# Dyomyx volcanica
Dyomyx volcanica là một loài bướm đêm trong họ Noctuidae.